# François Dumont-Saint-Priest
Pour les articles homonymes, voir Dumont-Saint-Priest.
François Dumont-Saint-Priest, ou François Guillaume Dumont de Saint-Priest, est un magistrat et homme politique français né le 24 mars 1785 à Eymoutiers (Haute-Vienne) et décédé le 30 décembre 1855 à Limoges (Haute-Vienne).
Magistrat, il est député de la Haute-Vienne de 1830 à 1831, soutenant la Monarchie de Juillet. Il est nommé procureur général près la cour d'appel de Limoges en 1830, puis président de chambre en 1849.
Il a été conseiller général du canton d'Eymoutiers de 1833 à 1855.

## Pour approfondir